# Cleistocactus tominensis subsp. micropetalus
Cleistocactus tominensis subsp. micropetalus ist eine Unterart der Pflanzenart Cleistocactus tominensis in der Gattung Cleistocactus aus der Familie der Kakteengewächse (Cactaceae). Das Epitheton micropetalus leitet sich von den griechischen Worten mikros für ‚klein‘ sowie petalon für ‚Kronblatt‘ ab und verweist auf die kleinen Perianthsegmente der Art.

## Beschreibung
Cleistocactus tominensis subsp. micropetalus wächst strauchig mit an der Basis verzweigten, etwas ausladenden bis ausgebreiteten, graugrünen Trieben und erreicht bei Durchmessern von 6 bis 8 Zentimetern Wuchshöhen von 1,5 bis 3 Metern. Es sind 16 bis 18 gewellte Rippen vorhanden. Die darauf befindlichen Areolen stehen eng beieinander. Die goldgelben Dornen sind gerade. Der Mitteldorn, manchmal sind mehrere vorhanden, ist kräftig, nadelig und 2 bis 4 Zentimeter lang. Die 5 bis 6 Randdornen sind 5 bis 15 Millimeter lang.
Die radiärsymmetrischen, grünen Blüten erscheinen häufig in großer Zahl in der Nähe der Triebspitzen und öffnen sich nachts. Sie sind bis 2,2 Zentimeter lang. Die grünen Blütenhüllblätter sind nur 3 Millimeter lang. Die kugelförmigen, hellgelben bis rötlich gelben Früchte reißen von der Spitze unregelmäßig auf und weisen Durchmesser von 1,5 bis 2 Zentimetern auf.

## Verbreitung und Systematik
Cleistocactus tominensis subsp. micropetalus ist im bolivianischen Departamento Chuquisaca in der Avilés verbreitet.
Die Erstbeschreibung als Cleistocactus micropetalus erfolgte 1980 durch Friedrich Ritter. Roy Mottram stellte die Art 2002 als Unterart zur Art Cleistocactus tominensis.

## Nachweise